# Panorama Museum
Il Panorama Museum ha sede nella città di Bad Frankenhausen in Turingia.
Il museo è ospitato in un particolare edificio cilindrico che sorge a nord della città, in posizione elevata sul colle dove, nel maggio 1525, ebbe luogo la battaglia finale della guerra dei contadini tedeschi (Deutscher Bauernkrieg).
Sulla sua parete interna è esposto un dipinto di Werner Tübke, dedicato alla battaglia, che per le sue dimensioni (123 m di lunghezza e 14 m di altezza) è considerato tra i più grandi dipinti ad olio al mondo.

## Esposizioni temporanee
Oltre alla propria raccolta di dipinti di autori europei contemporanei, il museo accoglie abitualmente anche esposizioni temporanee d'arte.
- Werner Tübke – Faszination Mittelmeer, 2004
- Michael Triegel – ars combinatoria, 2006
- Heinz Plank – Lebenszeichen, 2007
- Werner Tübke – Der Zellerfelder Altar, 2008
- Horst Janssen – Es sind nur Steigerungen…, 2008
- Rolf Münzner – Grafik und Zeichnung, 2009
- Werner Tübke – Das Monumentalwerk Von der Skizze zur Vollendung, 2009
- Erich Kissing – Mythos Sehnsucht, 2010
- Phantastische Kunst aus Wien, 2010
- Dopo de Chirico – Metaphysische Malerei der Gegenwart in Italien, 2012
- Agostino Arrivabene – Tó Páthei Máthos, 2013
- Heinz Zander – Wanderungen auf vergessenen Wegen, 2016[1]
- Werner Tübke – Von Petersburg bis Samarkand. Unter fremden Menschen, 29. Juni bis 3. November 2019[2]